# Maschinenkanone MK 108
Maschinenkanone MK 108, kort MK 108, (Tyska: Maskinkanon MK 108) var en automatkanon av Rheinmetal-Borsig i kaliber 30 mm som tillverkades i Nazityskland under andra världskriget för användning i flygplan.

## Historia
Kanonen utvecklades som ett privat initiativ av företaget 1940 och överlämnades 1942 till Reichsluftfahrtministerium (RLM) som svar på en förfrågan om en tyngre flygplansbeväpning lämplig för användning mot de allierades bombflygplan. Vid prov visade det sig att kanonen var väl lämpad för denna roll. Det krävde i genomsnitt bara fyra träffar med mingranat för att skjuta ner ett tungt bombflygplan, till exempel en B-17 eller B-24, och en enda träff för att skjuta ner ett eskorterande jaktflygplan. I jämförelse så krävdes det i genomsnitt på 25 träffar från en 20 mm MG 151/20 för att skjuta ner en B-17.
MK 108 sattes snabbt i produktion och installerades i en flera av Luftwaffes jaktflygplan. Den såg första operativa bruk under senhösten 1943 med Bf 110 G-2 och i Bf 109 G-6/U4.

## Egenskaper

### Ammunition

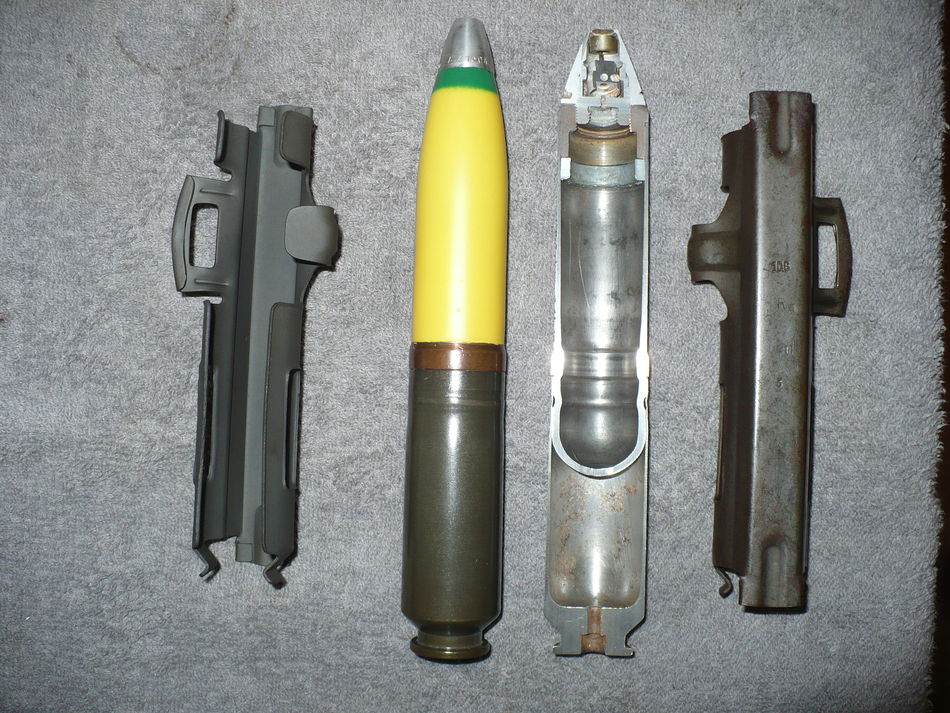
Uppsnittad 30x90RB-patron med mingranat "Minengeschoß".

Kanonen använde den speciellt utvecklade patronen 30 x 90 mm RB – 30 mm kaliber, 90 mm hylslängd med rabatterad rand (RB), vilket syftar på att hylsbotten har mindre diameter än hylskroppen. Till skillnad från konventionella patroner använde 30 x 90 mm  stålhylsor istället för mässingshylsor. Den var även försedd med reducerad fläns i botten för att öka funktionalitet vid matning in i patronläget.
Flera olika typer av projektiler utvecklades, bland annat: övningsprojektil, pansarprojektil (volframprojektil), pansarbrandgranat och mingranater (minengeschoß) som fanns i två primära varianter: Auf.A och Auf.C, där C varianten hade bättre ballistik på bekostnad av sprängämne. Dessa fanns även i 3 undervarianter, icke spårljus, spårljus och spårljus för natt. I praktiken användes bara pansarbrandgranaterna och mingranaterna då man under det andra skedet av kriget inte hade mycket tid för övning med övningsprojektilerna och volfram prioriterades till ammunition för stridsvagnar.
Mingranaterna gjordes av djupdraget stål i stället för att vara smidda och maskinbearbetade vilket var praxis för andra granater. Detta resulterade i en granat med ett tunt men starkt skal, som därmed hade en mycket större kapacitet för sprängämne. Mingranaterna var även försedda med brinntidrör vilket gjorde att de först exploderade efter att de trängt igenom ett lager av aluminium eller plywood på fiendeflygplan för större sprängverkan, till skillnad från de flesta vanliga spränggranater som exploderade direkt vid anslag. Sprängverken i dessa granater var ofta tillräckligt stor för att en enda granat skulle kunna sänka ett stort bombflygplan, till exempel en B-17.

### Konstruktion
Kanonen visade sig vara mycket effektiv och pålitlig men ändå jämförelsevis lätt, kompakt och lätt att tillverka. Dessa egenskaper beror på dess enkla konstruktion, 80% av kanonen utgjordes av pressade plåtdetaljer, och att antalet rörliga delar begränsades till ett absolut minimum genom att kanonen fungerade genom principen med tungt slutstycke.

## Använd i bland annat
- Messerschmitt Bf 109
- Messerschmitt Bf 110
- Messerschmitt Me 163
- Messerschmitt Me 262
- Focke-Wulf Fw 190
- Focke-Wulf Ta 152
- Focke-Wulf Ta 154
- Heinkel He 162
- Heinkel He 219
- Horten Ho 229
- Junkers Ju 388